# P. H. McCarthy
Patrick Henry McCarthy (Contea di Limerick, 17 marzo 1863 – San Francisco, 1º luglio 1933) è stato un politico irlandese naturalizzato statunitense, sindaco di San Francisco dal 1909 al 1912.